# Cupa Confederațiilor FIFA 2017 Fazele eliminatorii
Etapa knock-out a Cupei Confederațiilor FIFA 2017 a început pe 28 iunie cu runda semi-finală, și se va încheia la 2 iulie 2017, cu finala la Stadionul Krestovsky din Sankt Petersburg. Primele două echipe din fiecare grupă au avansat la etapa knock-out pentru a concura într-un turneu cu un singur stil de eliminare. De asemenea, va avea loc și un al treilea play-off, jucat între cele două echipe pierdute din semifinale. 
În faza de knock-out, dacă un meci este la sfârșitul timpului normal de joc, timp suplimentar se joacă (două perioade de câte 15 minute fiecare), Unde fiecare echipă are dreptul să facă o-a patra înlocuire. Dacă este încă după un timp suplimentar, meciul este decis de lovituri de la 11 meri pentru a determina câștigătorii.

## Echipe calificate
| Grupa | Câștigători | Locul doi |
| ----- | ----------- | --------- |
| A     | Portugalia  | Mexic     |
| B     | Germania    | Chile     |

|  | Semifinale        | Semifinale |                            |   | Finala | Finala |
|  |                   |            |                            |   |        |        |
|  | 28 Iunie — Kazan  |            |                            |   |        |        |
|  |                   |            |                            |   |        |        |
|  | Portugalia        | 0 (0)      |                            |   |        |        |
|  | Portugalia        | 0 (0)      | 2 Iulie — Saint Petersburg |   |        |        |
|  | Chile d.l.d.      | 0 (3)      |                            |   |        |        |
|  | Chile d.l.d.      | 0 (3)      | Chile                      | 0 |        |        |
|  | 29 Iunie — Soci   |            | Chile                      | 0 |        |        |
|  |                   | Germania   | 1                          |   |        |        |
|  | Germania          | Germania   | 1                          | 4 |        |        |
|  | Germania          |            |                            | 4 |        |        |
|  | Mexic             | 1          |                            |   |        |        |
|  | Mexic             | 1          | Meciul pentru locul 3      |   |        |        |
|  |                   |            |                            |   |        |        |
|  | 2 Iulie — Moscova |            |                            |   |        |        |
|  |                   |            |                            |   |        |        |
|  | Portugalia d.p.   | 2          |                            |   |        |        |
|  | Portugalia d.p.   | 2          |                            |   |        |        |
|  | Mexic             | 1          |                            |   |        |        |

## Semifinale

### Portugalia vs Chile
| Portugalia                 | 0–0 (d.p.) | Chile                      |
| -------------------------- | ---------- | -------------------------- |
|                            | Report     |                            |
| Quaresma · Moutinho · Nani | 0–3        | Vidal · Aránguiz · Sánchez |

| Portugalia | Chile |

| GK              | 1  | Rui Patrício          |      |      |
| RB              | 21 | Cédric                | 115' |      |
| CB              | 2  | Bruno Alves           | 111' |      |
| CB              | 6  | José Fonte            | 96'  |      |
| LB              | 19 | Eliseu                |      |      |
| RM              | 10 | Bernardo Silva        |      | 83'  |
| CM              | 23 | Adrien Silva          |      | 102' |
| CM              | 14 | William Carvalho      | 31'  |      |
| LM              | 15 | André Gomes           |      | 116' |
| CF              | 9  | André Silva           | 43'  | 76'  |
| CF              | 7  | Cristiano Ronaldo (c) |      |      |
| Schimbări:      |    |                       |      |      |
| FW              | 17 | Nani                  |      | 76'  |
| FW              | 20 | Ricardo Quaresma      |      | 83'  |
| MF              | 8  | João Moutinho         |      | 102' |
| FW              | 18 | Gelson Martins        |      | 116' |
| Manager:        |    |                       |      |      |
| Fernando Santos |    |                       |      |      |

| GK                 | 1  | Claudio Bravo (c)     |     |      |
| RB                 | 4  | Mauricio Isla         |     | 120' |
| CB                 | 17 | Gary Medel            |     |      |
| CB                 | 18 | Gonzalo Jara          | 23' |      |
| LB                 | 15 | Jean Beausejour       |     |      |
| DM                 | 21 | Marcelo Díaz          |     |      |
| CM                 | 20 | Charles Aránguiz      |     |      |
| CM                 | 10 | Pablo Hernández       | 51' | 112' |
| AM                 | 8  | Arturo Vidal          |     |      |
| CF                 | 11 | Eduardo Vargas        |     | 86'  |
| CF                 | 7  | Alexis Sánchez        |     |      |
| Schimbări:         |    |                       |     |      |
| FW                 | 16 | Martín Rodríguez      |     | 86'  |
| MF                 | 5  | Francisco Silva       |     | 112' |
| MF                 | 6  | José Pedro Fuenzalida |     | 120' |
| Manager:           |    |                       |     |      |
| Juan Antonio Pizzi |    |                       |     |      |

| Omul Meciului: Claudio Bravo (Chile) Arbitrii asistenți: Reza Sokhandan (Iran) Mohammadreza Mansouri (Iran) Al patrulea oficial: Fahad Al-Mirdasi (Arabia Saudită) Arbitrii asistenți video: Ravshan Irmatov (Uzbekistan) Abdullah Al-Shalawi (Arabia Saudită) Arbitrul asistent al arbitrului video: Jair Marrufo (Statelor Unite) |

### Germania vs Mexic
| Germania                                | 4–1    | Mexic      |
| --------------------------------------- | ------ | ---------- |
| Goretzka 6', 8' Werner 59' Younes 90+1' | Report | Fabián 89' |

| Germania | Mexic |

| GK          | 22 | Marc-André ter Stegen |     |     |
| CB          | 18 | Joshua Kimmich        |     |     |
| CB          | 4  | Matthias Ginter       |     |     |
| CB          | 16 | Antonio Rüdiger       |     |     |
| RM          | 6  | Benjamin Henrichs     |     |     |
| CM          | 8  | Leon Goretzka         |     | 67' |
| CM          | 21 | Sebastian Rudy        |     |     |
| LM          | 3  | Jonas Hector          |     |     |
| RW          | 13 | Lars Stindl           |     | 78' |
| LW          | 7  | Julian Draxler (c)    |     | 81' |
| CF          | 11 | Timo Werner           |     |     |
| Schimbări:  |    |                       |     |     |
| MF          | 14 | Emre Can              | 72' | 67' |
| MF          | 20 | Julian Brandt         |     | 78' |
| MF          | 15 | Amin Younes           |     | 81' |
| Manager:    |    |                       |     |     |
| Joachim Löw |    |                       |     |     |

| GK                 | 13 | Guillermo Ochoa     |     |     |
| RB                 | 7  | Miguel Layún        |     |     |
| CB                 | 2  | Néstor Araujo       |     |     |
| CB                 | 15 | Héctor Moreno (c)   |     |     |
| LB                 | 23 | Oswaldo Alanís      |     |     |
| CM                 | 6  | Jonathan dos Santos |     | 66' |
| CM                 | 16 | Héctor Herrera      |     |     |
| CM                 | 10 | Giovani dos Santos  |     | 62' |
| RF                 | 9  | Raúl Jiménez        | 55' |     |
| CF                 | 14 | Javier Hernández    |     |     |
| LF                 | 20 | Javier Aquino       |     | 46' |
| Schimbări:         |    |                     |     |     |
| FW                 | 22 | Hirving Lozano      |     | 46' |
| FW                 | 8  | Marco Fabián        |     | 62' |
| DF                 | 4  | Rafael Márquez      |     | 66' |
| Manager:           |    |                     |     |     |
| Juan Carlos Osorio |    |                     |     |     |

| Omul Meciului: Leon Goretzka (Germania) Arbitrii asistenți: Hernán Maidana (Argentina) Juan Pablo Belatti (Argentina) Al patrulea oficial: Gianluca Rocchi (Italia) Arbitrii asistenți video: Sandro Ricci (Brazilia) Elenito Di Liberatore (Italia) Arbitrul asistent al arbitrului video: Artur Soares Dias (Portugalia) |

## Meci pentru locul trei
| Portugalia                    | 2–1    | Mexic           |
| ----------------------------- | ------ | --------------- |
| Pepe 90+1' Adrien 104' (pen.) | Report | Neto 54' (aut.) |

| Portugalia | Mexic |

| GK              | 1  | Rui Patrício     |          |     |
| RB              | 11 | Nélson Semedo    | 26' 106' |     |
| CB              | 3  | Pepe             |          |     |
| CB              | 4  | Luís Neto        |          |     |
| LB              | 19 | Eliseu           |          |     |
| RM              | 18 | Gelson Martins   |          |     |
| CM              | 8  | João Moutinho    |          | 82' |
| CM              | 13 | Danilo Pereira   |          | 82' |
| LM              | 16 | Pizzi            |          | 91' |
| CF              | 9  | André Silva      |          |     |
| CF              | 17 | Nani (c)         |          | 70' |
| Schimbări:      |    |                  |          |     |
| FW              | 20 | Ricardo Quaresma |          | 70' |
| MF              | 23 | Adrien Silva     |          | 82' |
| MF              | 15 | André Gomes      |          | 82' |
| MF              | 14 | William Carvalho |          | 91' |
| Manager:        |    |                  |          |     |
| Fernando Santos |    |                  |          |     |

| GK                 | 13 | Guillermo Ochoa     |          |      |
| RB                 | 7  | Miguel Layún        |          |      |
| CB                 | 2  | Néstor Araujo       |          |      |
| CB                 | 15 | Héctor Moreno       | 98'      |      |
| LB                 | 21 | Luis Reyes          |          |      |
| CM                 | 16 | Héctor Herrera      |          |      |
| CM                 | 4  | Rafael Márquez (c)  | 15'      | 106' |
| CM                 | 18 | Andrés Guardado     |          | 80'  |
| RF                 | 11 | Carlos Vela         |          |      |
| CF                 | 19 | Oribe Peralta       |          | 61'  |
| LF                 | 14 | Javier Hernández    |          | 85'  |
| Schimbări:         |    |                     |          |      |
| FW                 | 22 | Hirving Lozano      |          | 61'  |
| MF                 | 6  | Jonathan dos Santos |          | 80'  |
| FW                 | 9  | Raúl Jiménez        | 94' 112' | 85'  |
| FW                 | 8  | Marco Fabián        |          | 106' |
| Manager:           |    |                     |          |      |
| Juan Carlos Osorio |    |                     |          |      |

Man of the Match:

Guillermo Ochoa (Mexic)
Arbitrii asistenți:

Abdullah Al-Shalawi (Arabia Saudită)

Mohammed Al-Abakry (Arabia Saudită)

Al patrulea oficial:

Bakary Gassama (Gambia)

Arbitrii asistenți video:

Sandro Ricci (Brazilia)

Jean-Claude Birumushahu (Burundi)

Arbitrul asistent al arbitrului video:

Enrique Cáceres (Paraguay)

## Finala
| Chile | 0–1    | Germania   |
| ----- | ------ | ---------- |
|       | Report | Stindl 20' |

| Chile | Germania |

| GK                 | 1  | Claudio Bravo (c) | 90' |     |
| RB                 | 4  | Mauricio Isla     |     |     |
| CB                 | 17 | Gary Medel        |     |     |
| CB                 | 18 | Gonzalo Jara      | 65' |     |
| LB                 | 15 | Jean Beausejour   |     |     |
| DM                 | 21 | Marcelo Díaz      |     | 53' |
| CM                 | 20 | Charles Aránguiz  |     | 81' |
| CM                 | 10 | Pablo Hernández   |     |     |
| AM                 | 8  | Arturo Vidal      | 59' |     |
| CF                 | 11 | Eduardo Vargas    | 75' | 81' |
| CF                 | 7  | Alexis Sánchez    |     |     |
| Schimbări:         |    |                   |     |     |
| FW                 | 19 | Leonardo Valencia |     | 53' |
| FW                 | 9  | Ángelo Sagal      |     | 81' |
| FW                 | 22 | Edson Puch        |     | 81' |
| Manager:           |    |                   |     |     |
| Juan Antonio Pizzi |    |                   |     |     |

| GK          | 22 | Marc-André ter Stegen |       |       |
| CB          | 4  | Matthias Ginter       |       |       |
| CB          | 16 | Antonio Rüdiger       |       |       |
| CB          | 2  | Shkodran Mustafi      |       |       |
| RM          | 18 | Joshua Kimmich        | 59'   |       |
| CM          | 8  | Leon Goretzka         |       | 90+2' |
| CM          | 21 | Sebastian Rudy        | 90+2' |       |
| LM          | 3  | Jonas Hector          |       |       |
| RW          | 13 | Lars Stindl           |       |       |
| LW          | 7  | Julian Draxler (c)    |       |       |
| CF          | 11 | Timo Werner           |       | 79'   |
| Schimbări:  |    |                       |       |       |
| MF          | 14 | Emre Can              | 90'   | 79'   |
| DF          | 17 | Niklas Süle           |       | 90+2' |
| Manager:    |    |                       |       |       |
| Joachim Löw |    |                       |       |       |